# 조경 (1586년)
조경(趙絅, 1586년 ~ 1669년)은 조선의 문신이다. 본관은 한양(漢陽). 자는 일장(日章), 호는 용주(龍洲)ㆍ주봉(柱峯).
병자호란 때 척화(斥和)를 주장하였다.

## 저서
- 《용주집(龍洲集)》
- 《동사록(東槎錄)》